# Lorica haurakiensis
Lorica haurakiensis är en blötdjursart som beskrevs av Mestayer 1921. Lorica haurakiensis ingår i släktet Lorica och familjen Schizochitonidae. Inga underarter finns listade i Catalogue of Life.